# 니시키류역
니시키류역(일본어: 西桐生駅, にしきりゅうえき)은 일본 군마현 기류시에 있는 조모 전기 철도 조모 전기 철도 조모 선의 역이다.

## 역 구조
섬식 승강장 1면 2선의 지상역이다.

### 승강장
| 1・2 | ■ 조모 선 | 주오마에바시 방면 |

- 직영역이지만 아침과 심야의 경우 역무원이 배치되지 않는다.
- 교호 발착이 있는 것은 아침 뿐이다. 낮 이후 대부분의 열차는 북쪽(1번 선)의 승강장에 정차한다.
- 야간 주박이 설정되어 있다.

## 역 주변
- JR 료모 선・와타라세 계곡 철도 와타라세 계곡선 기류역
- 야마테도리
- 군마 지방 도로 351호 니시키류 정차장선
- 세븐일레븐 니시키류 역점
- MEGA 돈 키호테 기류점
- 기류 시청
- 기류 우체국
- 기류 미야마에초 우체국
- 기류 미야혼초 우체국
- 신카와 공원
- 기류 시립 도서관
- 비즈니스 호텔 니시키류
- 아즈마 공원
- 스이도야마 공원
- 스이도야마 기념관
- 오카와 미술관
- 고묘지
- 기류 시립 니시 유치원
- 기류 시립 니시 초등학교
- 기류 대학 부속 중학교・기류 제일 고등학교

## 역사
- 1928년 11월 10일: 영업 개시.
- 1998년: "간토의 역 백선"에 선정됨.
- 2005년 12월 26일: 국가 등록 유형 문화재로 등록.

## 인접역
| ■ 조모 전기 철도 조모 선       | ■ 조모 전기 철도 조모 선 | ■ 조모 전기 철도 조모 선 |
| ------------------------------ | ------------------------ | ------------------------ |
| 마루야마시타 주오마에바시 방면 |                          | 시·종착역                |